# Gouvernement de Stavropol
1847–1918
Entités suivantes :
- République soviétique de Stavropol

Le gouvernement de Stavropol (en russe : Ставропольская губерния) est une division administrative de l’Empire russe, puis de la R.S.F.S.R., avec pour capitale la ville de Stavropol. Créé le 2 mai 1847 à partir de l’oblast du Caucase, le gouvernement exista jusqu’en 1918 et la proclamation de la République soviétique de Stavropol.

## Géographie
Le gouvernement de Stavropol se situait au nord du Caucase, bordé (dans le sens des aiguilles d’une montre en partant du nord) par l’oblast de l'armée du Don, le gouvernement d'Astrakhan, les oblasts du Terek et du Kouban.
Le territoire du gouvernement de Stavropol se retrouve de nos jours essentiellement dans le kraï de Stavropol.

## Subdivisions administratives
Au début du XXe siècle le gouvernement de Stavropol était divisé en cinq ouïezds (districts) et un territoire : Alexandrovskoïe, Medvejié, Blagodarny, Stavropol, Praskoveïa et le territoire des peuples nomades.

## Population
En 1897 la population du gouvernement était de 873 301 habitants, dont 55,2 % de Russes, 36,6 % d’Ukrainiens et 2,3 % de Nogaïs.

## Référence
- Encyclopédie Brockhaus et Efron, t. XXXI, p. 390-396, (ru) Gouvernement de Stavropol (Wikisource)